# Director técnico
Un director técnico (DT o TD, del inglés technical director) es por lo general una persona técnica superior de una empresa de software o de ingeniería, estudio de cine, compañía de teatro o estudio de televisión. Esta persona generalmente tiene el más alto nivel de habilidad dentro de un campo técnico específico y puede ser reconocido como un experto en esa industria.

## Responsabilidades
En el desarrollo de software, un director técnico es típicamente responsable de la exitosa creación y entrega de productos de la compañía en el mercado mediante la gestión de los riesgos técnicos y oportunidades; toma de decisiones clave de diseño e implementación de software con los equipos de desarrollo, programación de tareas, como el seguimiento de las dependencias, la gestión de las solicitudes de cambio, la garantía de calidad de las entregas y la educación del equipo en las mejores prácticas técnicas.
Responsabilidades típicas :
- Define la estrategia tecnológica con el equipo de desarrollo de cada proyecto: tubería, herramientas y procedimientos de desarrollo clave.
- Evalúa la atenuación y los riesgos técnicos del plan.
- Establece estándares y procedimientos para seguir y la progresión de proyecto de medida.
- Evalúa el equipo de desarrollo(s), identificando fuerzas, áreas de problema y planes en desarrollo para mejorar el rendimiento.
- Evalúa candidatos para posiciones técnicas.
- Busca y evalúa herramientas y tecnología nuevas como oportunidades para la innovación y excelencia del desarrollo.
- Supervisa el proceso de documentación del diseño técnico para que sea correcto y adaptado al plan del proyecto.
- Proporciona entrada a las otras disciplinas en la practicabilidad de objetivos de diseño inicial e impacto al proyecto dentzro del cronograma global.
- Evalúa rigurosamente las tareas y que la implementación de software siga el diseño.
- Ayuda a identificar las áreas de riesgo alto para el director del proyecto.
- Identifica la necesidad de mejorar el código al identificar sistemas de software débil y planifica la acción correctora, cuando sea posible.
- Crea procesos de prueba automatizada para características de sistema, donde sean posibles, y contribuye al sistema de complexión.
- Ayuda en todas las etapas de la puesta en producción.

## Cine
En VFX producción/animación como Pixar o Industrial Light and Magic o estudios de juegos, las responsabilidades de un director técnico varían de un estudio a otro y, como tal, el término no está muy bien definida. Típicamente, un TD es una mezcla de un artista y programador, responsable de los aspectos más técnicos de la producción de cine, tales como shaders de programación, desarrollo de personajes plataformas y configuraciones de animación, que realizan tareas de simulación complejos y ajuste de la tubería cómo se pasa los datos de una etapa en la producción de la película a la siguiente. En contraste con un programador, un TD normalmente no trabajar en grandes proyectos de programación, sino más bien hacer un uso intensivo de lenguajes de programación como Python, MEL, MAXScript o Shell Scripting. Otra de las responsabilidades de un TD es supervisar cualquier problema técnico los artistas regulares encuentran y desarrollar herramientas personalizadas para mejorar el flujo de trabajo de los artistas.
«Artista técnico», «animador técnico» y generalmente «TD» se utilizan a veces como sinónimos, y con frecuencia, el papel de un TD se define con mayor precisión, por ejemplo: «efectos TD», «"'TD iluminación», «modelado TD», «pipeline TD», «criatura TD», «TD hair», «paño TD», «matchmove TD», etc.

## Teatro
Es el trabajo de un director técnico asegurarse de que los equipos técnicos en el teatro sean funcionales, y seguros, por ejemplo equipos de iluminación y sonido; el director técnico es el responsable de la organización general del proceso de producción técnica. Entre sus deberes de encuentran las estimaciones presupuestarias y el mantenimiento de las cuentas, la investigación y la compra de materiales, la programación y supervisión de construcciones, el manejo de los conflictos que surgen entre los diferentes departamentos y la organización de la limpieza.
«Director técnico» también puede referirse al jefe de diseño o maestro carpintero de la casa de una compañía de teatro más pequeño.

## Televisión
El director técnico (a menudo, abreviado TD) trabaja en una sala de control de la producción de un estudio de televisión y opera el conmutador de vídeo y los dispositivos asociados, además de servir como el jefe del equipo de la televisión. Para ver la transmisión a distancia fuera del estudio, el TD realizará las mismas funciones en un camión de producción móvil. Es el trabajo de la  TD para asegurar que todas las posiciones son tripulados y todo el equipo y las instalaciones están desprotegidos y listo antes de la sesión de grabación o emisión en directo comienza. Ellos suelen cambiar las fuentes de vídeo, siga los efectos digitales en vivo y transiciones, e inserte pregrabados materiales, gráficos y títulos según las instrucciones del director. En las producciones más grandes, el director en realidad no utiliza el equipo de producción, sino que coordina la producción y toma decisiones rápidas sin tener que preocuparse acerca de cómo ejecutar mecánicamente el efecto o la cámara se mueven a su solicitud. El director técnico puede proporcionar capacitación a los miembros más experimentados del equipo técnico cuando sea necesario. En consulta con el director, el TD puede tener más o menos de entrada en la parte creativa de la producción, dependiendo de la situación. Él puede presentar al director orientación sobre asignaciones de la tripulación, tomas de cámara y de la forma más eficiente de lograr cualquier efecto determinado. El o la TD es generalmente responsable de la calidad técnica de la señal que se está grabando o emisión y utilizará diversos dispositivos de medición y pantallas para asegurar el control de calidad.
Los directores técnicos suelen trabajar en producciones que, o bien se transmiten en vivo o grabadas en cinta de vídeo o servidores de vídeo. Producciones de televisión en película generalmente no utilizan TD. Los cortes y efectos de cámara se realizan en la posproducción después de que se completó el rodaje.
La terminología en el Reino Unido difiere en algunos aspectos: la habitación de control de la producción se llama «galería», un camión de producción móvil se denomina «furgoneta OB» o «escáner». En la práctica televisiva del Reino Unido, el director técnico es la persona técnica sénior en la galería y supervisa el equipo técnico, pero no opera la «visión mixer». El TD es responsable de asegurar que la galería sea técnicamente útil para el propósito y el encaminamiento de fuentes internas y externas, así como facilitar el enlace con otras áreas técnicas como habitaciones de control maestro y suites de transmisión. Además, pueden ejercer funciones de control de la visión, emparejando la exposición y equilibrio de color de los cámaras («atormentando»).